# ایجما کوئنت دانیلز
ایجما کوئنت دانیلز (انگلیسی: Ijeoma Queenth Daniels؛ زادهٔ ۲۵ سپتامبر ۱۹۹۲) بازیکن فوتبال اهل نیجریه است.
وی همچنین در تیم ملی فوتبال زنان نیجریه بازی کرده‌است.